# 樟潭街道
樟潭街道，是中华人民共和国浙江省衢州市衢江区下辖的一个街道。

## 下属行政区
樟潭街道总面积53.8平方公里，下辖25个行政村和3个社区居委会：
临江社区、霓虹社区、霞飞社区、卢家村、南山底村、缪家村、方杨村、沈家村、乌溪桥村、梨园村、戚家村、闹桥村、后垅张村、诸家村、姜庄村、潘家垅村、下张村、樟树潭村、金仙岩村、前程村、大安村、平杨村、茶埠村和徐尚村。

## 交通
- 沪昆铁路：衢州东站

## 学校
衢江区第一小学，衢江区实验小学、衢江区实验中学、衢州三中、衢江区职业中专